# バランスシャフト

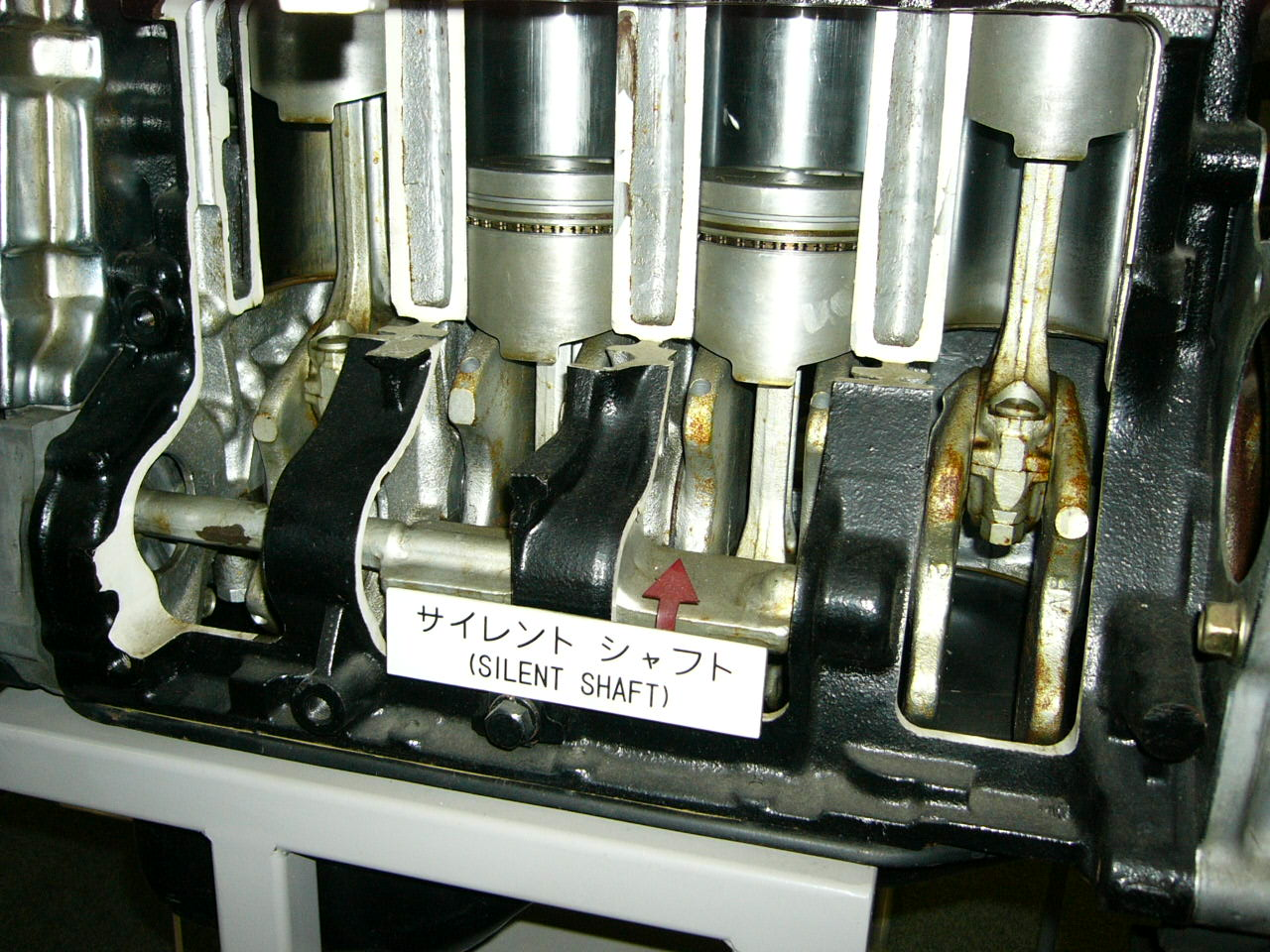
日本のバランスシャフト技術の代表例、三菱自工のサイレントシャフト

バランスシャフトとはレシプロエンジンにおけるエンジンの振動の抑制技術であり、直列4気筒以下のレシプロエンジンに代表されるエンジンバランスの自己相殺が難しいレイアウトにおいて、クランクシャフトから発生する振動を低減するための偏心シャフトである。特に近年の乗用車用ディーゼルエンジンでは採用例が多い（水平対向ディーゼルを除く）。バランスシャフトの基本概念は、1904年にイギリスのフレデリック・ランチェスターによって発明された。
日本国内では「バランサーシャフト」と表記される場合もある。

## 概要
一次振動または一次偶力振動を抑制するためには、クランクシャフトと等速で回転するバランスシャフトが用いられる。二次振動抑制目的では、クランクシャフトの2倍の回転数で回転するバランスシャフトが用いられる。バランスシャフトの本数や回転方向は目的により使い分けられている。バランスシャフトに要するスペースや駆動力を低減するために、補機駆動など他の目的をバランスシャフトに兼ねさせる場合もある。
バランスシャフトはクランクシャフトのデザインの関係上、内部構成部品がいかにバランスよく加工されていても二次振動（エンジン回転数の2倍の周波数の振動。回転数に応じて二次関数的に増大する）を除去出来ない直列4気筒にて最も一般的に使用されている。
水平対向エンジンの場合には向かい合ったピストンとコネクティングロッドがお互いの振動を打ち消し合うためこのような振動は発生せず、バランスシャフトは使用されない。直列エンジンの場合にはクランクシャフトの回転運動とコネクティングロッドの往復運動が対称関係ではないため、直列6気筒のように各気筒のクランクピン位相によって完全に振動が打ち消せるデザインではない限り、内部部品のバランスをどのように取っても振動が発生する。
このようなエンジンの振動の問題は、排気量が大きくなるほどより顕著に現れる。排気量増大の手法がボアアップとストローク増大に限られるため、排気量が大きくなるという事はクランクシャフトに掛かる慣性力が大きくなることに直結するためである。そのため、単気筒や直列2気筒などの主に一次振動（エンジン回転数と同じ周波数の振動）が問題となるレイアウトでも、内部構成部品のバランスだけでは振動抑制性能を満足できない場合にはバランスシャフトが用いられる事がある。
バランスシャフトの基本概念自体は、1904年の時点でフレデリック・ランチェスターにより見出されており特許も取得されていた。ランチェスターバランサーの基本デザインは2本のバランスシャフトがそれぞれ反対方向にエンジン回転数の2倍の速度で回転する。バランスシャフトには偏心した位置に錘が取り付けられており、同じ位相で回転するためクランクシャフトの水平方向の振動が解消される。しかし、ランチェスターの基本デザインのままでは水平方向の振動は解消されるものの、鉛直方向に新たな振動が発生してしまうことにもなった。この問題を完全に解決するには1974年のサイレントシャフトの登場を待たねばならなかった。サイレントシャフトが登場する以前は二次振動の問題により、直列4気筒エンジンは2,000 ccまでが市販乗用車のNVH特性を満足できる上限排気量とされており、自動車の高出力化や軽量化の大きな足かせともなっていたのである。

### 欠点
バランスシャフトはクランクシャフトから駆動力を受け取って回転し、動作時の各部のフリクションや、それ自体による重量増により、最終的には出力のロスが確実に発生する。また、部品点数の増大により製造コストとエンジン重量の増加も確実に発生する。
そのため、直列4気筒や直列3気筒などのレイアウト固有の振動が多い形式であっても、比較的排気量が小さい場合には製造コストや構造の簡略化との兼ね合いの中で、バランスシャフトを用いない構成とされる事も多くなっている。
また、タイミングベルトやタイミングチェーンを介して駆動伝達が行われる場合、ベルトやチェーンの張り調整やタイミング合わせが不十分であると、位相にズレが生じて十分な振動打ち消しが行えなくなる為、バランスシャフトの無いエンジンに比べて整備調整の工数が増える要因ともなる。また、クランクシャフトの2倍の速度で回転する関係上、バランスシャフトの軸受けの潤滑はエンジンオイルにとっても非常に過酷なものとなる。軸受けの磨耗が進んだ場合や、焼きつきを起こした場合、エンジンを分解し、部品交換をしない限りその車を動かすことは不可能となる。そのこともあり、スズキなど一部の国産メーカーでの採用車種は少ない。
そのため、モータースポーツなどにおいてはバランスシャフトを敢えて除去することで馬力のロスとバランスシャフトの軸受け焼きつきの問題を回避する手法が採られることもあった。これは同時に、直列4気筒のレーシングカーにはドライバーにとって極めて過酷な振動がつきものであることも意味していた。

## 4気筒以下のエンジンでの採用例

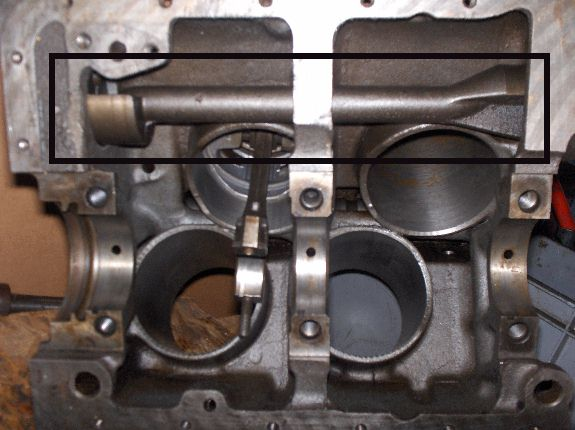
フォード・タウヌスV型4気筒エンジンのバランスシャフト

三菱自動車工業は1974年（昭和49年）にサイレントシャフトを発表し、直列2気筒の三菱・2G2系エンジンに初採用した。なおそれ以前の1971年（昭和46年）にホンダ・ライフ（初代）が、同様に一次バランスシャフト付き直列2気筒のEA型エンジンを搭載して登場している。
翌1975年（昭和50年）からは最大排気量が2,600 ccに達する三菱・4G5系エンジンにも採用され、バランスシャフトの代表的な存在となった。サイレントシャフトはシリンダーブロックの下部に2本のシャフトの位置を上下にずらした形でオイルポンプと連結された状態で配置され、エンジンの振動のみならず、起振モーメントをも打ち消すことに成功した。当時の三菱は「サイレントシャフトを搭載した直列4気筒はV型8気筒に匹敵する低振動である」と宣伝し、三菱・デボネアにもそれまでの直列6気筒エンジンを排してまでサイレントシャフト付き直列4気筒エンジンを採用した。三菱は後にフィアット、サーブ、ポルシェにサイレントシャフトの特許使用を認可し、各社の2,000 cc以上の大排気量直列4気筒エンジンに採用された。
なお、サイレントシャフト以前から各社でランチェスターバランサーの研究自体は行われていたが、シャフトの配置及び基本概念の多くを三菱が特許で押さえてしまったため、各社はシャフトの配置についてはサイレントシャフトと異なる形とし、特許抵触の回避が不可能な部分については三菱との個別交渉で許諾を得る事で解決を図った。サーブの場合はB234エンジンにてサイレントシャフトとは異なるシャフト配置でサイレントシャフト以上の振動低減を実現。ポルシェの場合には自社のトランスアクスル技術とのクロスライセンス契約を結ぶことで、サイレントシャフトと同じ配置のバランスシャフトの採用にこぎ着けた経緯がある。
現在では2,000 cc以上の大排気量エンジンに6気筒エンジンが使われることもあり、サイレントシャフトのような2本のシャフトを用いた完全バランサーを用いてまで大排気量直列4気筒エンジンを採用すること自体が少なくなったが、現在でも多くのエンジンでランチェスターの基本概念を応用したバランスシャフトは何らかの形で用いられ続けている。

## 6気筒エンジンでの採用例

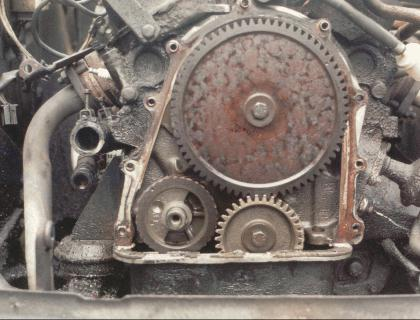
フォード・タウヌスOHV V型4気筒エンジンのカムシャフト駆動部分。上の大きな歯車がカムシャフト駆動用の歯車で、下のクランクシャフトギアのの半分の速度で回転する。クランクシャフトギアの脇にあるのがバランスシャフトで、多くのV6エンジンと同じ1本シャフトである

6気筒エンジンにおいては、4気筒エンジンとは異なり、1本のクランクシャフトと等回転のバランスシャフトが用いられ、その多くがV型6気筒エンジンで採用されている。
現在のV型6気筒エンジンは偶力振動を可能な限り減らすためにシリンダーバンクが60度で設計されることが多くなったが、それ以前のV型6気筒エンジンはV型8気筒エンジンをベースに2気筒減じる形で設計されたため、90度のシリンダーバンクを持つものが多かった。このようなエンジンの場合には一次振動と二次振動自体は直列6気筒同様にバランスされるが、上下方向にエンジン全体のみそすり運動が発生する。
このようなエンジンでも複雑な形状の高価なクランクシャフトを用いることでみそすり運動の解消は可能であるが、バランスシャフトを使用した方が経済性が高いために、多くのメーカーでは1本のバランスシャフトを配置してみそすり運動の低減を図ったのである。
V型6気筒と同様の理由により、直列3気筒でも1本の等速シャフトが使われる例があったが、排気量の小さなエンジンでは省略される事も多くなっている。